# Karl Stumpp
Karl Stumpp (* 12. Mai 1896 in Alexanderhilf, Russisches Kaiserreich; † 20. Januar 1982 in Stuttgart) war ein deutscher Ethnograph schwarzmeerdeutscher Herkunft, der sich den Auslandsdeutschen in Osteuropa und Südosteuropa widmete. Während des Deutsch-Sowjetischen Krieges leitete er in der SS das nach ihm benannte Sonderkommando Dr. Stumpp, das die Bewohner volksdeutscher Siedlungen klassifizierte. In der Nachkriegszeit war er langjähriger Vorsitzender der Landsmannschaft der Deutschen aus Russland.

## Leben
Stumpps Eltern waren Jakob Stumpp (1864–1918) und seine Ehefrau Katharina Stumpp geb. König (1864–1945). Nach dem Abitur am deutschen Gymnasium in Odessa studierte er zwischen 1918 und 1922 an der Eberhard Karls Universität Tübingen. Dort beteiligte er sich an der Gründung des Vereins Deutscher Studierender Kolonisten.
Da Stumpps Heimat inzwischen zur UdSSR gehörte und er nicht zurückkehren konnte, ging er ins benachbarte Bessarabien im Königreich Rumänien. Von 1922 bis 1933 war er Lehrer an der höheren Mädchenschule in Tarutino. Er untersuchte ehrenamtlich die Geschichte der Bessarabiendeutschen durch Nachforschungen in Gemeinde- und Kirchenbüchern. Von den Dörfern forderte er die Namen der Personen an, die aus Bessarabien ausgewandert waren. Ebenso machte er Erhebungen zur Fläche des Landbesitzes der Bessarabiendeutschen. Stumpp hielt Vorträge vor der deutschstämmigen Bevölkerung in Bessarabien und gründete eine Hochschulbücherei in Tarutino, was zur Gründung von deutschsprachigen Büchereien in weiteren bessarabiendeutschen Siedlungen führte. 1922 promovierte er zum Doktor der Philosophie.
1933 ging Stumpp ins nationalsozialistische Deutschland, wo er bis 1938 Landesgeschäftsführer des Volksbundes für das Deutschtum im Ausland war. Danach leitete er die russlanddeutsche Geschäftsstelle des Deutschen Ausland-Instituts in Stuttgart. Er war auch Mitarbeiter der Forschungsstelle des Russlanddeutschtums in Berlin.
Während des Deutsch-Sowjetischen Krieges führte Stumpp im Auftrag des Deutschen Auslandsinstituts und des Reichsministeriums für die besetzten Ostgebiete (RMO) in volksdeutschen Dörfern der besetzten Ukraine ethnologische und genealogische Untersuchungen durch. Das von ihm geleitete 80-köpfige Sonderkommando Dr. Stumpp operierte als halbmilitärische Einheit von Sommer 1941 bis Sommer 1943 in der Ukraine. Im Jahr 1942 firmierte Stumpp auch als Leiter eines Sonderkommandos „Sippenkunde und Volksbiologie“ beim Reichskommissar Ukraine, das dem Einsatzstab Reichsleiter Rosenberg, ERR, zugeordnet war und insbesondere Archivalien zu rauben hatte.
Er fertigte zu mehr als 300 Dörfern im von der Wehrmacht besetzten Gebiet „Dorfberichte“ an. Die detaillierten demographischen, kulturellen und rassischen Untersuchungen für die NS-Bürokratie und die SS stellten eine Grundlage für die bevölkerungspolitische Kontrolle ukrainischer Dörfer und der ethnischen Absonderung ihrer Bevölkerung dar. Auch das Archivgut der umgesiedelten Russlanddeutschen sicherte das Kommando. Auf diesem Material und diesen Studien beruhten viele seiner späteren Werke. Stumpps Vorgesetzter im RMO in Berlin war sein Landsmann und Bundesbruder Georg Leibbrandt. In seinem Tagebucheintrag vom 6. August 1941 sprach Stumpp von der „Befreiung Deutschlands und Europas von der bolschewistischen-jüdischen Pest“, für die deutsche Soldaten ihr Leben opferten. Weiter behauptete er im selben Eintrag, dass einem jungen deutschstämmigen Fliegerleutnant, der bei der Roten Armee gedient hatte, „ein Licht aufging“, als er aufgrund Stumpps Hinweise erkannt habe, dass „kein Jude“ bei der Roten Armee als Flieger sein Leben riskiere, „weil dazu Mut gehört“.
Bei seinem Einsatz in der Ukraine und damit auch in Transnistrien (rumänisches Besatzungsgebiet) 1941 beteiligte sich Stumpp an der Ermordung der Juden durch die Einsatzgruppe C, die Einsatzgruppe D und deren Helfer. Stumpp wird vorgeworfen, im Rahmen seiner ethnologischen Untersuchungen dort eine Liste mit 42.000 „untragbaren Juden“ aufgestellt und zudem selbst an der Ermordung von Juden teilgenommen zu haben.
Nach dem Zweiten Weltkrieg war Stumpp bis 1957 Gymnasiallehrer in Tübingen. Für die Landsmannschaft der Deutschen aus Russland war er Schriftleiter der Verbandszeitschrift „Volk auf dem Weg“.

## Ehrungen
- Bundesverdienstkreuz 1. Klasse (1966)[8]
- Verdienstmedaille des Instituts für Auslandsbeziehungen (1975)

## Veröffentlichungen
- Die deutschen Kolonien im Schwarzmeergebiet: Dem früheren Neu-(Süd-)Rußland; ein siedlungs- und wirtschaftsgeographischer Versuch. Ausland u. Heimat Verl.-Aktienges., Stuttgart 1922.
- Von der Urheimat und Auswanderung der Deutschen aus Bessarabien. Kurier-Verl., Stuttgart 1938.
- Diverse Aufsätze im Jahrbuch für auslandsdeutsche Sippenkunde. Inhaltsverzeichnis.
- Ostwanderung: Akten über die Auswanderung der Württemberger nach Rußland 1816 - 1822 (= Sammlung Georg Leibbrandt, Bd. 2). Hirzel,  Leipzig 1941.
- Die Russlanddeutschen: Zweihundert Jahre unterwegs. Pannonia-Verl., Freilassing 1964.
- Die Auswanderung aus Deutschland nach Russland in den Jahren 1763 bis 1862. Selbstverl., Tübingen 1974, Übersetzung in Englisch.
- Ein Leben für mein Volkstum. In: Heimatkalender der Bessarabiendeutschen 1978, Hannover 1978.